# SK Vojkovice (1962)
Sportovní klub Vojkovice je český fotbalový klub z Vojkovic na Brněnsku, který byl založen roku 1962. Klubovými barvami jsou červená a žlutá. Od sezony 2019/20 hraje I. A třídu Jihomoravského kraje (6. nejvyšší soutěž).
Účast v nejvyšší krajské soutěži je zároveň největším úspěchem oddílu.

## Historické názvy
Zdroj: 
- 1962 – TJ Sokol Vojkovice (Tělovýchovná jednota Sokol Vojkovice)
- 2001 – SK Vojkovice (Sportovní klub Vojkovice)

## Stručná historie kopané ve Vojkovicích
Fotbalový klub byl založen roku 1962, rok vzniku je i ve znaku klubu. Nejznámějším fotbalistou, který zde hrál (2009 – 2014), je bývalý prvoligový hráč Zdeněk Valnoha. Během svého působení ve Vojkovicích trénoval místní žactvo, po hráčském přestupu do FC Svratka Brno působí ve Vojkovicích i nadále ve funkci sportovního manažera.

## Zázemí klubu
Fotbalový stadon má kapacitu 500 diváků, z toho je 80 míst k sezení. Rozměry hřiště jsou 98 x 67 metrů. V roce 2006 byl areál přestavěn a začátkem srpna 2007 zde byla instalována světelná tabule. Fotbalový stadion včetně ubytovacích prostor a dětského hřiště je centrem sportu a kultury v obci.

## Umístění v jednotlivých sezonách
Legenda: Z – zápasy, V – výhry, R – remízy, P – porážky, VG – vstřelené góly, OG – obdržené góly, +/− – rozdíl skóre, B – body, červené podbarvení – sestup, zelené podbarvení – postup, fialové podbarvení – reorganizace, změna skupiny či soutěže
| Česko (1996 – ) |                                         |        |    |    |    |    |    |     |      |    |        |
| Sezóny          | Liga                                    | Úroveň | Z  | V  | R  | P  | VG | OG  | +/−  | B  | Pozice |
| 1996/97         | Okresní přebor Brno-venkov – sk. A      | 8      | 30 | 12 | 6  | 12 | 51 | 48  | +3   | 42 | 7.     |
| 1997/98         | Okresní přebor Brno-venkov – sk. A      | 8      | 30 | 9  | 10 | 11 | 38 | 42  | −4   | 37 | 9.     |
| 1998/99         | Okresní přebor Brno-venkov – sk. A      | 8      | 30 | 11 | 8  | 11 | 52 | 46  | +6   | 41 | 7.     |
| 1999/00         | Okresní přebor Brno-venkov – sk. A      | 8      | 30 | 10 | 6  | 14 | 42 | 59  | −17  | 36 | 10.    |
| 2000/01         | Okresní přebor Brno-venkov              | 8      | 30 | 10 | 7  | 13 | 54 | 57  | −3   | 37 | 8.     |
| 2001/02         | Okresní přebor Brno-venkov              | 8      | 30 | 14 | 4  | 12 | 57 | 52  | +5   | 46 | 7.     |
| 2002/03         | Okresní přebor Brno-venkov              | 8      | 26 | 11 | 4  | 11 | 50 | 45  | +5   | 37 | 9.     |
| 2003/04         | Okresní přebor Brno-venkov              | 8      | 26 | 14 | 4  | 8  | 65 | 60  | +5   | 46 | 3.     |
| 2004/05         | Okresní přebor Brno-venkov              | 8      | 26 | 18 | 4  | 4  | 57 | 29  | +28  | 58 | 1.     |
| 2005/06         | I. B třída Jihomoravského kraje – sk. B | 7      | 26 | 10 | 1  | 15 | 45 | 65  | −20  | 31 | 11.    |
| 2006/07         | I. B třída Jihomoravského kraje – sk. B | 7      | 26 | 11 | 5  | 10 | 45 | 47  | −2   | 38 | 5.     |
| 2007/08         | I. B třída Jihomoravského kraje – sk. B | 7      | 26 | 12 | 2  | 12 | 53 | 54  | −1   | 38 | 6.     |
| 2008/09         | I. B třída Jihomoravského kraje – sk. B | 7      | 26 | 14 | 3  | 9  | 52 | 38  | +14  | 45 | 3.     |
| 2009/10         | I. B třída Jihomoravského kraje – sk. B | 7      | 26 | 19 | 3  | 4  | 86 | 34  | +52  | 60 | 1.     |
| 2010/11         | I. A třída Jihomoravského kraje – sk. A | 6      | 26 | 8  | 5  | 13 | 41 | 44  | −3   | 29 | 11.    |
| 2011/12         | I. A třída Jihomoravského kraje – sk. A | 6      | 26 | 16 | 3  | 7  | 51 | 28  | +23  | 51 | 2.     |
| 2012/13         | I. A třída Jihomoravského kraje – sk. A | 6      | 26 | 15 | 4  | 7  | 58 | 27  | +31  | 49 | 2.     |
| 2013/14         | Přebor Jihomoravského kraje             | 5      | 30 | 13 | 5  | 12 | 54 | 56  | −2   | 44 | 7.     |
| 2014/15         | Přebor Jihomoravského kraje             | 5      | 30 | 8  | 5  | 17 | 42 | 70  | −28  | 29 | 12.    |
| 2015/16         | Přebor Jihomoravského kraje             | 5      | 32 | 11 | 4  | 17 | 46 | 70  | −24  | 37 | 13.    |
| 2016/17         | Přebor Jihomoravského kraje             | 5      | 30 | 8  | 2  | 20 | 55 | 83  | −28  | 26 | 15.    |
| 2017/18         | Přebor Jihomoravského kraje             | 5      | 30 | 11 | 4  | 15 | 50 | 70  | −20  | 37 | 10.    |
| 2018/19         | Přebor Jihomoravského kraje             | 5      | 30 | 1  | 4  | 25 | 38 | 138 | −100 | 7  | 16.    |
| 2019/20         | I. A třída Jihomoravského kraje – sk. A | 6      | 13 | 3  | 2  | 8  | 23 | 38  | –15  | 11 | 12.    |
| 2020/21         | I. A třída Jihomoravského kraje – sk. A | 6      | 10 | 3  | 3  | 4  | 14 | 20  | –6   | 12 | 9.     |
| 2021/22         | I. A třída Jihomoravského kraje – sk. A | 6      | 26 | 8  | 5  | 13 | 41 | 60  | –19  | 29 | 11.    |
| 2022/23         | I. A třída Jihomoravského kraje – sk. B | 6      | 26 | 7  | 7  | 12 | 47 | 61  | –14  | 28 | 9.     |
| 2023/24         | I. A třída Jihomoravského kraje – sk. A | 6      | 26 | 13 | 0  | 13 | 57 | 55  | +2   | 39 | 5.     |
| 2024/25         | I. A třída Jihomoravského kraje – sk. B | 6      | 26 | 16 | 2  | 18 | 56 | 33  | +23  | 50 | 5.     |

Poznámky:
- 1999/00: Po sezoně došlo k reorganizaci soutěží OFS Brno-venkov, okresní přebor se od sezony 2000/01 včetně hraje v jediné skupině.[17]
- 2012/13: Postoupilo taktéž vítězné mužstvo Fotbal Jevišovice.[21][23]

## SK Vojkovice „B“
SK Vojkovice „B“ je rezervním mužstvem Vojkovic, které se pohybuje v okresních soutěžích. Od sezony 2012/13 hraje Okresní soutěž Brno-venkov – sk. A (9. nejvyšší soutěž).

### Umístění v jednotlivých sezonách
Legenda: Z – zápasy, V – výhry, R – remízy, P – porážky, VG – vstřelené góly, OG – obdržené góly, +/− – rozdíl skóre, B – body, červené podbarvení – sestup, zelené podbarvení – postup, fialové podbarvení – reorganizace, změna skupiny či soutěže
| Česko (2000 – ) |                                    |        |    |    |   |    |     |     |     |    |        |
| Sezóny          | Liga                               | Úroveň | Z  | V  | R | P  | VG  | OG  | +/− | B  | Pozice |
| 2000/01         | Okresní soutěž Brno-venkov – sk. A | 9      | 26 | 9  | 4 | 13 | 45  | 74  | -29 | 31 | 11.    |
| 2001/02         | Okresní soutěž Brno-venkov – sk. A | 9      | 26 | 7  | 4 | 15 | 51  | 86  | -35 | 25 | 12.    |
| ...             |                                    |        |    |    |   |    |     |     |     |    |        |
| 2004/05         | Základní třída Brno-venkov – sk. B | 10     | 22 | 8  | 4 | 10 | 48  | 47  | +1  | 28 | 9.     |
| 2005/06         | Základní třída Brno-venkov – sk. B | 10     | 22 | 12 | 2 | 8  | 63  | 46  | +17 | 38 | 4.     |
| 2006/07         | Základní třída Brno-venkov – sk. B | 10     | 22 | 19 | 1 | 2  | 94  | 20  | +74 | 58 | 1.     |
| 2007/08         | Okresní soutěž Brno-venkov – sk. A | 9      | 24 | 11 | 2 | 11 | 61  | 53  | +8  | 35 | 5.     |
| 2008/09         | Okresní soutěž Brno-venkov – sk. A | 9      | 26 | 17 | 5 | 4  | 65  | 29  | +34 | 56 | 2.     |
| 2009/10         | Okresní soutěž Brno-venkov – sk. A | 9      | 26 | 15 | 7 | 4  | 88  | 34  | +54 | 52 | 2.     |
| 2010/11         | Okresní soutěž Brno-venkov – sk. A | 9      | 26 | 17 | 6 | 3  | 77  | 37  | +40 | 57 | 1.     |
| 2011/12         | Okresní přebor Brno-venkov         | 8      | 26 | 7  | 6 | 13 | 29  | 53  | -24 | 27 | 12.    |
| 2012/13         | Okresní soutěž Brno-venkov – sk. A | 9      | 26 | 15 | 0 | 11 | 56  | 47  | +9  | 45 | 2.     |
| 2013/14         | Okresní soutěž Brno-venkov – sk. A | 9      | 26 | 10 | 4 | 12 | 49  | 58  | -9  | 34 | 7.     |
| 2014/15         | Okresní soutěž Brno-venkov – sk. A | 9      | 26 | 12 | 7 | 7  | 59  | 50  | +9  | 43 | 4.     |
| 2015/16         | Okresní soutěž Brno-venkov – sk. A | 9      | 26 | 19 | 5 | 2  | 120 | 33  | +87 | 62 | 2.     |
| 2016/17         | Okresní soutěž Brno-venkov – sk. A | 9      | 26 | 20 | 1 | 5  | 108 | 43  | +65 | 61 | 1.     |
| 2017/18         | Okresní přebor Brno-venkov         | 8      | 26 | 5  | 5 | 16 | 51  | 83  | −32 | 20 | 11.    |
| 2018/19         | Okresní přebor Brno-venkov         | 8      | 26 | 8  | 0 | 18 | 50  | 105 | −55 | 24 | 13.    |
| 2019/20         | Okresní přebor Brno-venkov         | 8      | 13 | 2  | 0 | 11 | 14  | 80  | –66 | 6  | 14.    |
| 2020/21         | Okresní přebor Brno-venkov         | 8      | 10 | 1  | 0 | 9  | 15  | 74  | –59 | 3  | 13.    |
| 2021/22         | Okresní soutěž Brno-venkov – sk.A  | 9      | 26 | 5  | 1 | 20 | 40  | 113 | –73 | 16 | 14.    |